# Srednji Lipovac
Srednji Lipovac es una localidad de Croacia en el ejido del municipio de Nova Kapela, condado de Brod-Posavina.

## Geografía
Se encuentra a una altitud de 168 m s. n. m. a 174 km de la capital nacional, Zagreb.

## Demografía
En el censo 2011 el total de población de la localidad fue de 302 habitantes.
| Gráfica de población de Srednji Lipovac 1857-2011                   |
|                                                                     |
| Según los censos de población de la oficina estadística de Croacia. |